# Euthalia cusama
Euthalia cusama är en fjärilsart som beskrevs av Hans Fruhstorfer 1913. Euthalia cusama ingår i släktet Euthalia och familjen praktfjärilar. Inga underarter finns listade i Catalogue of Life.